# 唐王桥
唐王桥特指位于河南省淅川县九重镇和邓州市九龙乡半店街交界处的西刁河上的普济桥，统指包括普济桥在内以及邓州市境内文渠乡的得子桥、穰东镇的九龙桥和白牛乡的阜民桥。

## 桥名来历
据《明嘉靖南阳府志》载，明太祖在洪武24年封第23子朱桱为唐定王。嘉靖42年，唐顺王朱宙栐西去淅川香严寺拜佛，由于道路艰险，便在沿途建筑石桥，一共建了4座桥，每座桥上都有皇帝专用的龙头石雕，是现存比较完整的明代帝王御用石桥，所以被称为唐王桥。